# سبأ (صنعاء القديمة)

تعديل مصدري - تعديل

حارة سبأ هي إحدى حارات مدينة صنعاء القديمة، بلغ تعداد سكانها 457 نسمة حسب تعداد اليمن لعام 2004.